# A553 (motorväg, Tyskland)
A553 är en motorväg i Tyskland vid Brühl i Nordrhein-Westfalen mellan Brühl Nord och Kreuz Bliesheim. Den är 13 km lång. Den är en lokal motorväg, som i Kreuz Bliesheim möter A61 och den södra delen av den ännu ej färdigbyggda A1.

## Trafikplatser
|  | Nr | Skyltning                        |
|  | 1  | Bliesheim (Fyrvägskorsning) E 31 |
|  |    | Erftbrücke                       |
|  |    | Am alten Hau                     |
|  | 2  | Brühl-Süd                        |
|  | 3  | Brühl/Bornheim                   |
|  | 4  | Brühl-Ost                        |
|  | 5  | Brühl-Nord (Sydlig riktning)     |
|  | 5  | Brühl-Nord (Nordlig riktining)   |